# Cantó de Pontrieux
El cantó de Pontrieux (bretó Kanton Pontrev) és una divisió administrativa francesa situat al departament de Costes del Nord a la regió de Bretanya.

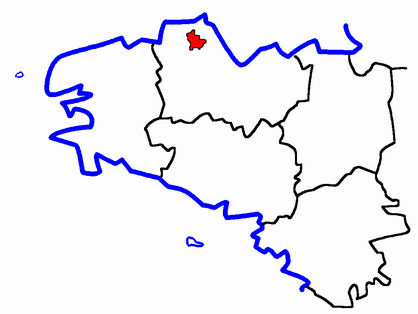
Situació del cantó

## Composició
El cantó aplega 8 comunes :
| Nom bretó           | Nom francès           | Nom gal·ló |
| Brelidi             | Brélidy               | ---        |
| Pleuzal             | Ploëzal               | ---        |
| Ploueg-Pontrev      | Plouëc-du-Trieux      | ---        |
| Pontrev             | Pontrieux             | ---        |
| Kemper-Gwezhenneg   | Quemper-Guézennec     | ---        |
| Runan               | Runan                 | ---        |
| Sant-Kleve          | Saint-Clet            | ---        |
| Sant-Jili-ar-C'hoad | Saint-Gilles-les-Bois | ---        |

## Història
| Data d'elecció                           | Identitat        | Partit | Qualitat |
| ---------------------------------------- | ---------------- | ------ | -------- |
| 1882-                                    | Yves Le Mouër    |        |          |
| 2004-                                    | Vincent Le Meaux | PS     |          |
| les dades anteriors no són pas conegudes |                  |        |          |
|                                          |                  |        |          |